# U-505
U-505 je bila nemška vojaška podmornica Kriegsmarine tipa IXC, ki je bila dejavna med drugo svetovno vojno. Podmornica je postala znana po tem, da jo je 4. junija 1944 v bližini Kanarskih otokov napadla in zajela ameriška bojna skupina za lov na podmornice. Pri tem so zavezniki zajeli celotno posadko podmornice ter Enigmo in šifrirne knjige, ki so jim pomagale brati nemška tajna sporočila. Po vojni so podmornico spremenili v muzej, tako da si jo je danes možno ogledati v Chicagu.

## Zgodovina
Gradnja podmornice se je začela 12. junija 1940 v Hamburgu. Splovljena je bila 25. maja 1941, v uporabo nemški Kriegsmarine pa je bila predana 26. avgusta 1941. Med letoma 1941 in 1944 je opravila dvanajst patrulj, na katerih je potopila osem ladij s skupno težo 44.962 ton. Desetega novembra 1942 je podmornico v Karibskem morju napadlo letalo Lockheed Hudson in jo težko poškodovalo, zato se je podmornica vrnila v pristanišče na popravilo. Tako je postala najtežje poškodovana podmornica, ki se je vrnila na popravilo v domače pristanišče. Med popravilom in čakanjem v pristanišču na izplutje je podmornica večkrat postala žrtev sabotaž, zato so o njej začele krožiti različne govorice in zgodbe. Desetega oktobra 1943 je podmornica končno brez težav izplula na odprto morje, po štirinajstih dneh patruljiranja pa jo je napadel zavezniški rušilec in nanjo odvrgel več globinskih bomb. Takrat se je na podmornici zgodila tragedija: kapitan podmornice Peter Zschech se je psihično zlomil in storil samomor tako, da se je ustrelil s pištolo. Poveljstvo podmornice je hitro prevzel prvi častnik Paul Meyer in podmornico rešil pred uničenjem. Peter Zschech je tako postal znan kot prvi nemški častnik, ki je med bitko storil samomor.
Kmalu zatem je bila podmornica ponovno na morju. Četrtega junija 1944 je podmornica patruljirala v bližini Kanarskih otokov, ko jo je ob 11:09 odkrila skupina za lov na podmornice. Podmornico so napadli z letali in globinskimi bombami. Med napadom je bila podmornica tako poškodovana, da se je morala dvigniti na površino, kjer so jo nato napadli še z avtomatskim orožjem. Kapitan podmornice je slabo ocenil poškodbe na podmornici in zato prehitro dal ukaz za evakuacijo plovila. Ta je bila izvedena tako hitro, da je strojnik pozabil izklopiti motorje, zato je podmornica potem, ko jo je zapustila posadka, plula naprej. Ker pa je imela zataknjeno krmilo, je krožila v krogih. Ko so zavezniki opazili, da je podmornica zapuščena in se kljub poškodbam še vedno drži na gladini, so nanjo poslali odpravo, ki je odstranila razstrelivo, zaprla ventile in za silo popravila najhujše poškodbe. Skupina je iz podmornice odnesla tudi Enigmo ter vse pomembne dokumente in šifrirne knjige. Nato so podmornico odvlekli na Bermude, akcija reševanja podmornice U-505 je postala najbolj strogo varovana skrivnost druge svetovne vojne, saj Nemci niso smeli izvedeti, da so Američani v podmornici zaplenili popolnoma nepoškodovano Enigmo in šifrirne knjige.
Do konca vojne so Ameriški inženirji podmornico temeljito preiskali ter njene tehnične rešitve uporabili na ameriških podmornicah. Po vojni so podmornico nameravali uporabiti kot tarčo za torpeda ali pa za staro železo. Na željo ljubiteljev tehnike je ameriška mornarica leta 1954 podmornico podarila muzeju znanosti in industrije v Chicagu, kjer si jo je možno ogledati še danes.

## Poveljniki
| Poveljniki |                 |                   |                                      |
| Št.        | Čin             | Ime               | Poveljstvo                           |
| 1.         | Kapitan korvete | Axel-Olaf Loewe   | 26. avgust 1941 - 5. september 1942  |
| 2.         | Kapitanporočnik | Peter Zschech     | 6. september 1942 - 24. oktober 1943 |
| 3.         | Nadporočnik     | Paul Meyer (v.d.) | 24. oktober 1943 - 7. november 1943  |
| 4.         | Nadporočnik     | Harald Lange      | 8. november 1934 - 4. junij 1944     |

## Tehnični podatki
| Kategorije                                    | Podatki                       |
| --------------------------------------------- | ----------------------------- |
| Teža (t): na površju pod površjem polna Teža  | 1.120 1.232 1.540             |
| Dolžina (m) - tlačni trup (m)                 | 76,76 - 58,75                 |
| Širina (m) - tlačni trup (m)                  | 6,76 - 4,4                    |
| Izpodriv (m)                                  | 4,7                           |
| Višina (m)                                    | 9,4                           |
| Moč (hp): na površju pod podvršjem            | 4.400 1.000                   |
| Hitrost (vozlov): na površju pod podvršjem    | 18,3 7,3                      |
| Doseg (milja/vozel): na površju pod podvršjem | 13.450/10 63/4                |
| Torpeda/Torpedne cevi                         | 22/6 (4 na premcu, 2 na krmi) |
| Krovni top (mm)                               | 105 (110 granat)              |
| Mine                                          | 44 TMA                        |
| Posadka                                       | 48-56                         |
| Maksimalni potop (m)                          | 230                           |

## Potopljene ladje
| Datum           | Ime                            | Država              | Tonaža    | Usoda                |
| --------------- | ------------------------------ | ------------------- | --------- | -------------------- |
| 5. marec 1942   | Benmohr (trgovska ladja)       | Združeno kraljestvo | 5.920 BRT | potopljena (torpedo) |
| 6. marec 1942   | Sydhav (tanker)                | Norveška            | 7.587 BRT | potopljena (torpedo) |
| 3. april 1942   | West Irmo (trgovska ladja)     | ZDA                 | 5.775 BRT | potopljena (torpedo) |
| 4. april 1942   | Alphacca (trgovska ladja)      | Nizozemska          | 5.759 BRT | potopljena (torpedo) |
| 28. junij 1942  | Sea Thrush (trgovska ladja)    | ZDA                 | 5.447 BRT | potopljena (torpedo) |
| 29. junij 1942  | Thomas McKean (trgovska ladja) | ZDA                 | 7.191 BRT | potopljena (torpedo) |
| 22. julij 1942  | Urious (jadrnica)              | Kolumbija           | 153 BRT   | potopljena (top)     |
| 7. november1942 | Ocean Justice (trgovska ladja) | Združeno kraljestvo | 7.173 BRT | potopljena (torpedo) |

## Galerija
- Krma U-505
- Premec U-505
- Poveljniški stolp U-505
- U-505 v podzemnih prostorih muzeja znanosti in industrije v Chicagu